# Елисеевская волость (Брянский уезд)
Елисе́евская волость — административно-территориальная единица в составе Брянского (с 1921 — Бежицкого) уезда.
Административный центр — село Елисеевичи.

## История
Волость образована в ходе реформы 1861 года. Являлась наименьшей волостью уезда по площади и при этом одной из крупнейших по населению. Охватывала густонаселённую территорию к западу и юго-западу от Брянска.
В ходе укрупнения волостей, в апреле 1924 года Елисеевская волость была упразднена, а её территория вошла в состав новообразованной Бежицкой волости.
Ныне вся территория бывшей Елисеевской волости входит в Брянский район Брянской области.

## Административное деление
В 1920 году в состав Елисеевской волости входили следующие сельсоветы: Альшаницкий, Бакшеевский, Бежичский, Верхнебородовицкий, Елисеевский, Колтовский, Коростовский, Меркульевский, Нижнебородовицкий, Теменичский, Тешеничский, Тигановский, Титовский, Толмачевский, Трубчинский.